# Municipio de Lees Creek (condado de Washington)
El municipio de Lees Creek (en inglés: Lees Creek Township) es un municipio ubicado en el condado de Washington en el estado estadounidense de Arkansas. En el año 2010 tenía una población de 574 habitantes y una densidad poblacional de 6,68 personas por km².

## Geografía
El municipio de Lees Creek se encuentra ubicado en las coordenadas 35°49′14″N 94°12′57″O / 35.82056, -94.21583. Según la Oficina del Censo de los Estados Unidos, el municipio tiene una superficie total de 85.89 km², de la cual 85,67 km² corresponden a tierra firme y (0,26 %) 0,23 km² es agua.

## Demografía
Según el censo de 2010, había 574 personas residiendo en el municipio de Lees Creek. La densidad de población era de 6,68 hab./km². De los 574 habitantes, el municipio de Lees Creek estaba compuesto por el 94,77 % blancos, el 1,39 % eran afroamericanos, el 2,26 % eran amerindios, el 0,87 % eran de otras razas y el 0,7 % eran de una mezcla de razas. Del total de la población el 1,22 % eran hispanos o latinos de cualquier raza.